# Dejan Dukovski
Pour les articles homonymes, voir Dejan.
Dejan Dukovski est un auteur dramatique macédonien né en 1969 à Skopje.
Il est le principal représentant de la nouvelle génération du théâtre et du cinéma macédoniens, connu en particulier pour son scénario du film Baril de poudre.

## Source
- Éditions L'Espace d'un instant

## Œuvres
- Quel est l'enfoiré qui a commencé le premier? traduit du macédonien par Frosa Pejoska, Jeanne Delcroix‑Angelovski et Harita Wybrands, L'Espace d'un instant, Paris, 2004  (ISBN 2-915037-05-1).
- Baril de poudre, Balkans' not Dead et L'Autre côté traduit du macédonien par Frosa Pejoska, Jeanne Delcroix‑Angelovski et Harita Wybrands, L'Espace d'un instant, Paris, 2007  (ISBN 978-2-915037-35-7).